# Антуан Ватто
Антуан Ватто (фр. Antoine Watteau; хрещений 10 жовтня 1684 — 18 липня 1721) — французький художник, представник рококо. Писав переважно жанрові картини.
В листі з Орської фортеці до І. Фундуклея 16 липня 1847 року Тарас Шевченко писав, що серед відібраних у нього під час арешту малюнків був оригінал Ватто.

## Біографія

### Провінційна юність
Народився в місті Валансьєн, що належало Фландрії і яке нещодавно загарбали війська короля Луї XIV. Батько, заможний ремісник і власник будинку, був п'яниця і бешкетник, нічого добропорядного не міг дати своєму другому сину. За свої дебоші неодноразово карався церковним головою і навіть тюремним ув'язненням.
Єдиний відомий художник в місті — другорядний, провінційний майстер Жак-Альбер Жерен, ймовірно, і був першим вчителем Антуана. Юнак міг потрапити під примусовий рекрутський набір у армію войовничого Луї XIV, що продовжував загарбницькі війни. Тому втік з дому і пішки дістався Парижа, де бажав продовжити художнє навчання.

### Ранній період

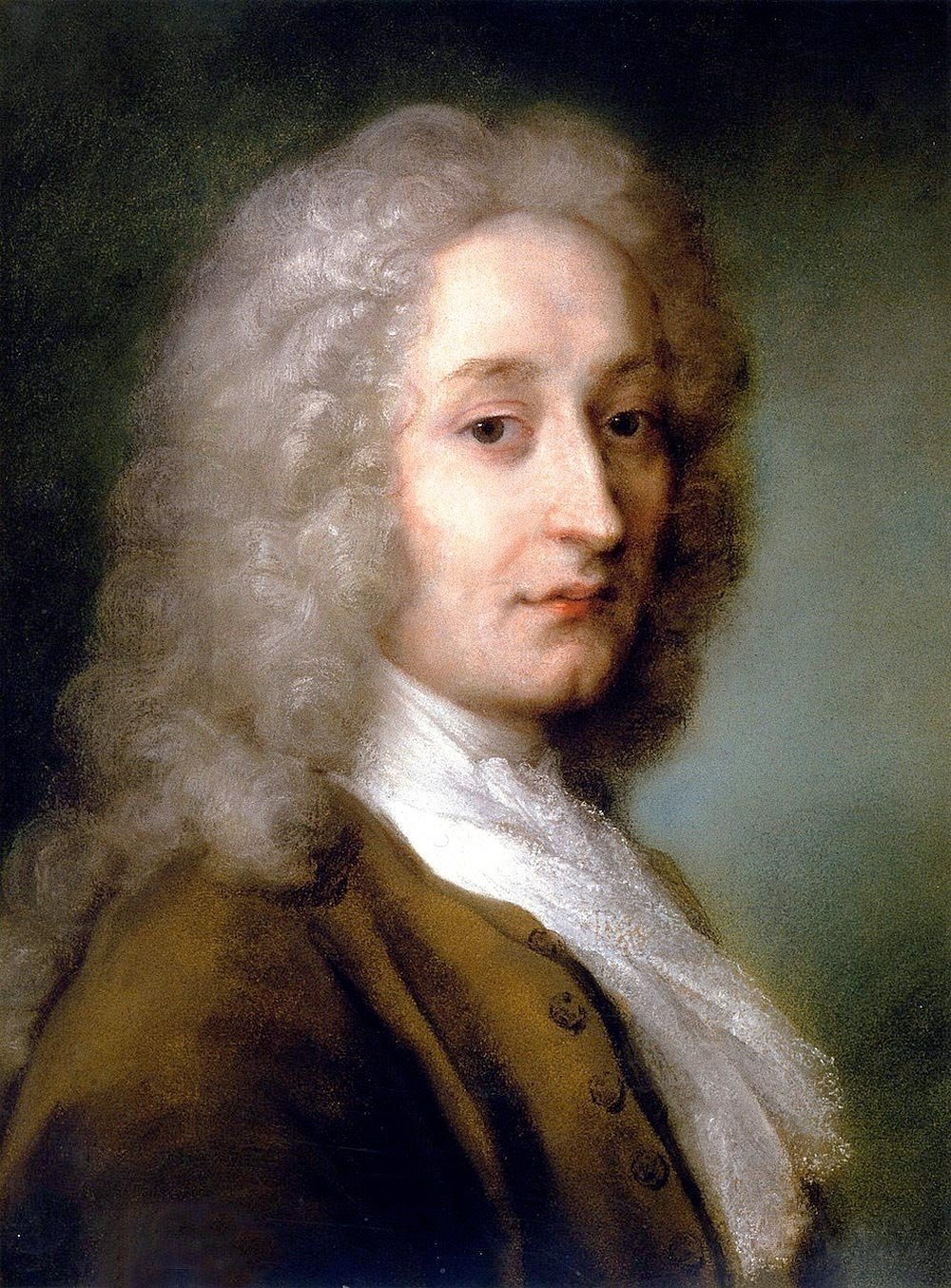
Портрет Ватто Антуана, Художниця Розальба Кар'єра

В Парижі почав працювати як копіїст чужих картин. Багато і майстерно малює, пізніше його малюнки стануть предметом колекціонування відомих музеїв світу. Серед малюнків Ватто — хлопець, що чистить взуття, стара з прялкою, актори в різних розворотах, безлюдна алея парку з павільйоном, голівки жінок. І ці аркуші надзвичайно серйозні і позбавлені іронії чи мерехтливих, нестійких настроїв його картин.
Ватто був помічений меценатом і гравером на ім'я Жан Маріетт. Навчання продовжив у Клода Жилло, місцевого живописця, що малював картини на продаж і займався театрально-декораційним мистецтвом. Так театр (тільки з глядацької зали) назавжди увійшов в душу і твори Ватто.
Але його перші картини майже цілком жанрові -це сцени з балаганних вистав чи побуту вояків («Вояки на відпочинку», «Сатира на сучасних лікарів»). Фігури були маленькі, а сюжети нагадували мізансцени вистав. Малював він і релігійні картини, але недоліки освіти і художнього навчання успіху не принесли. Реальне життя і театральні враження через призму його фантазій стануть провідними мотивами його творчості.

### Народження рококо і П'єр Кроза
Хворобливий і несміливий Ватто разом з італійкою художницею Розальбою Кар'єрою стояв біля витоків стилю рококо. Цьому всіляко сприяв найбільший і могутніший з меценатів доби — мільйонер П'єр Кроза. Піклуючись про відлюдкуватого і хворобливого художника, Кроза забрав його в свій паризький палац, де той отримав житло, стіл і, ймовірно, вперше достатні умови для творчості. З цього часу картинами Ватто почали прикрашати палаци вельмож, адже сюжетами його картин стають театральні сцени і дозвілля аристократів. Мистецтво доби старанно відверталось від повсякденних проблем.

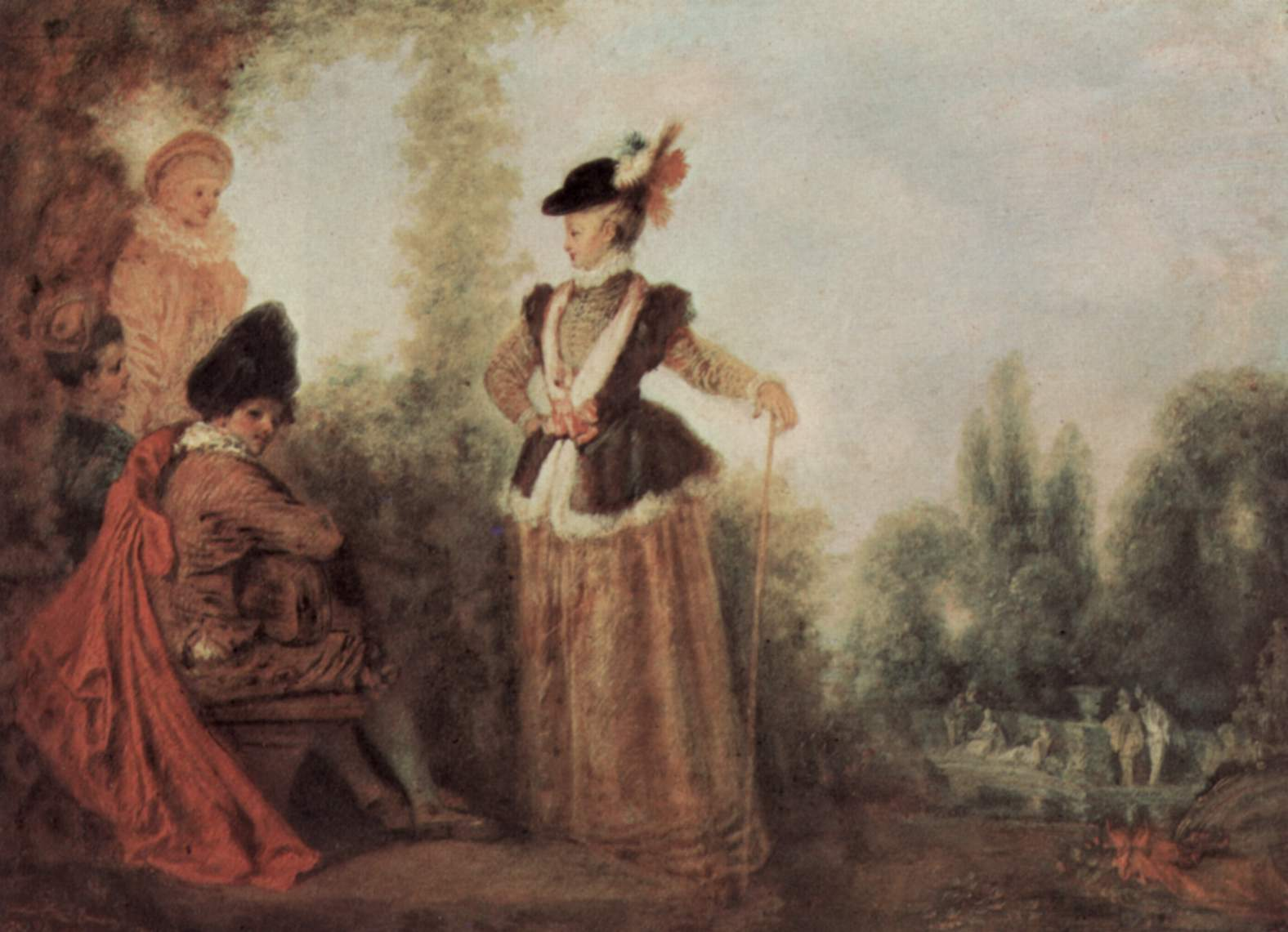
Антуан Ватто. «Пані шукає пригод»
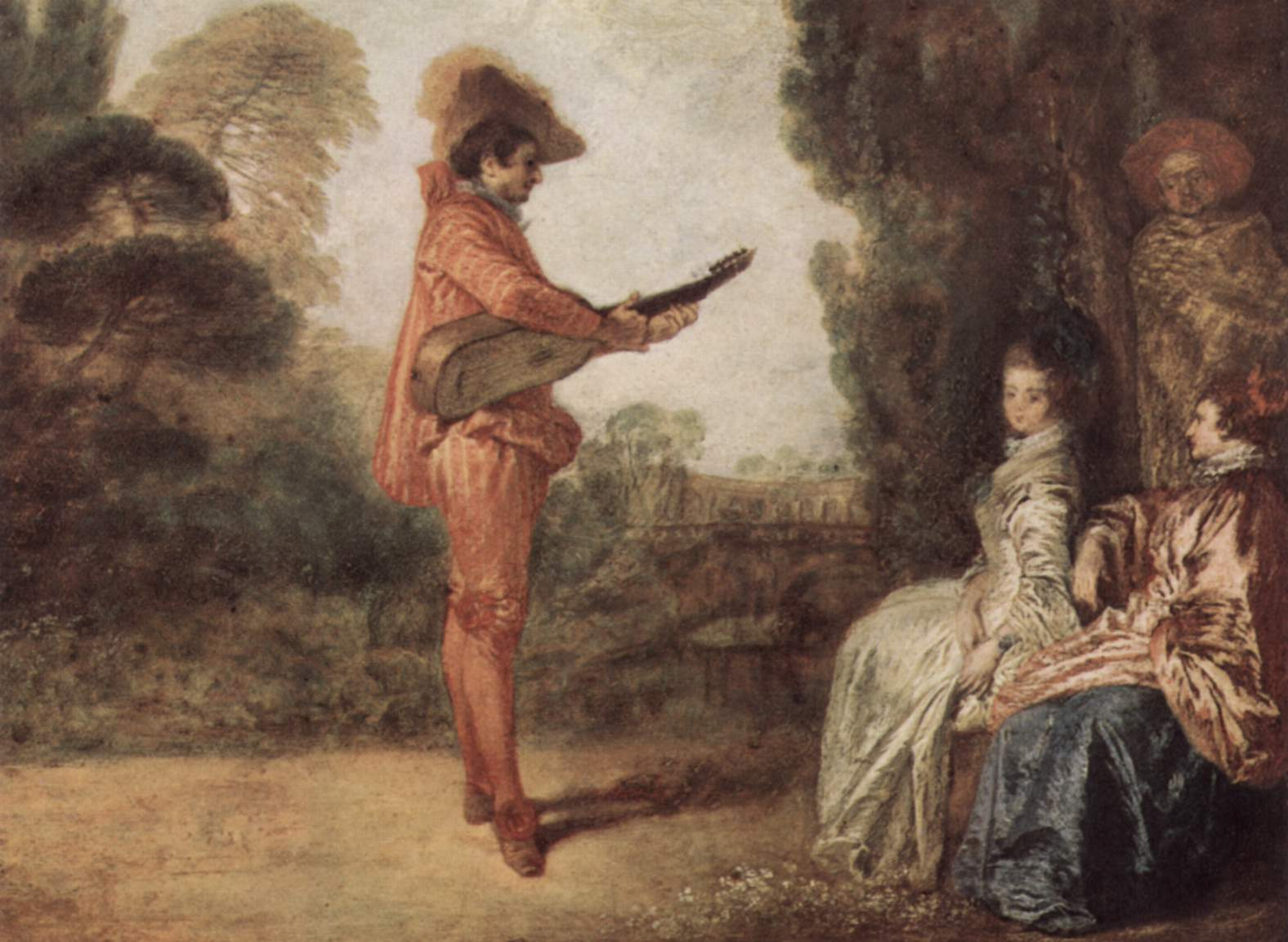
Антуан Ватто. «Серенада»
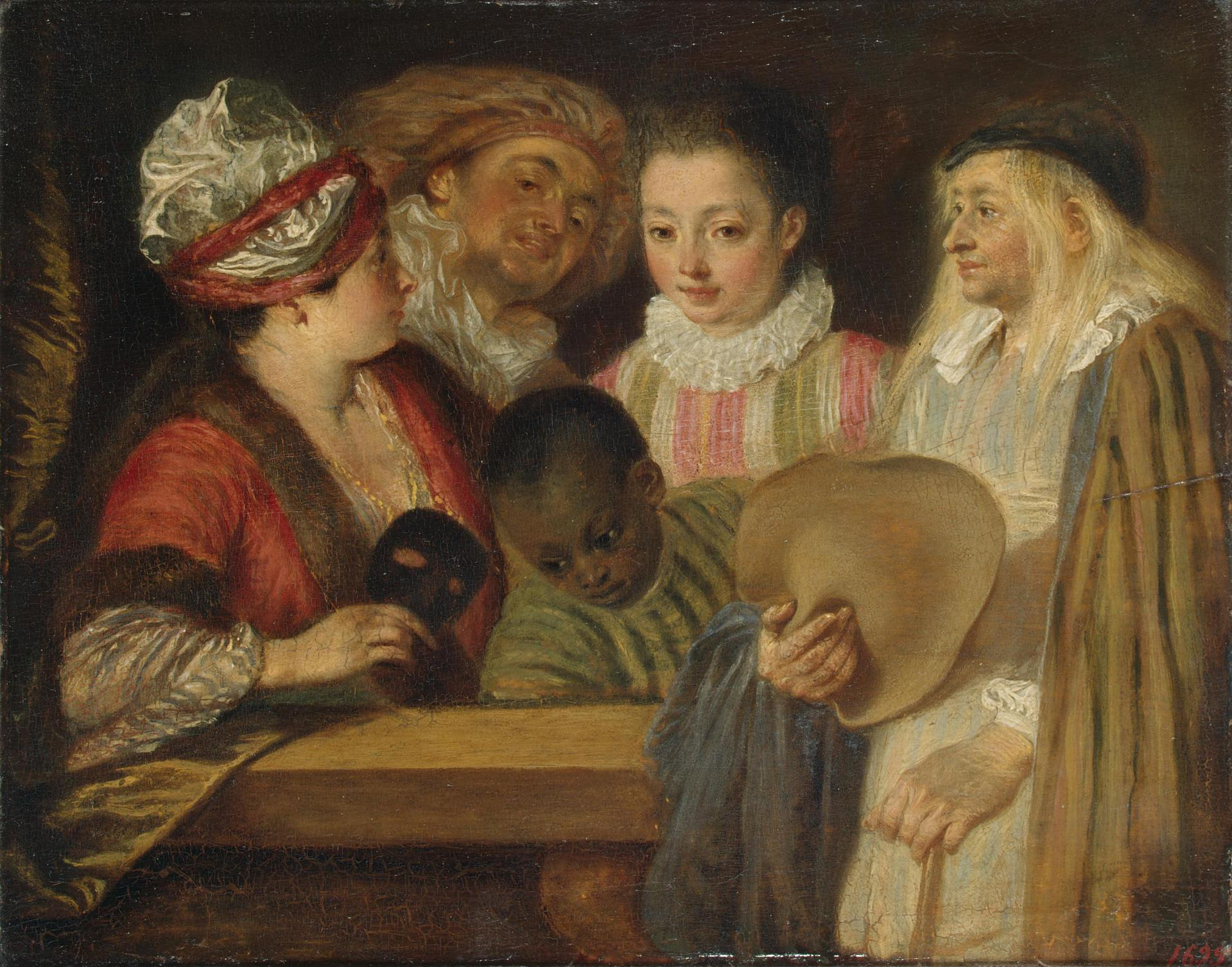
Антуан Ватто. «Актори французького театру»

Стиль рококо створений для жінки-аристократки й пристосований до її смаків і примх. Майже головним словом доби рококо було слово «примха» (каприз). У мистецтві визначається легкими, нервовими, ніжними та химерними формами («грайливе» рококо). Він виявився насамперед у розплануванні і декорації інтер'єру (палаців, церков, костьолів), в створенні меблів, в ужитковому мистецтві. Займався декором інтер'єрів в стилі рококо і Ватто, хоча інші майстри досягли в цьому значно більших успіхів (Жермен Бофран, Франсуа Буше, Жан-Оноре Фрагонар тощо).
Вельможі доби рококо поставили за мету щоденні насолоди. Насолодам мали сприяти розкішні інтер'єри палаців і церков, розкішні сукні, черга свят в садах бароко і в павільйонах влітку, а взимку в палацах. Бідний художник був лише малопомітним глядачем цих свят. Хтось точно зауважив, що картини Ватто нагадують сцени, помічені перехожим з вулиці крізь ґрати розкішних французьких парків. Ватто лише свідок чужих свят, що не мав прав ні втручатися в них, ні брати там участь.

### Обрання в Королівську академію
Аби мати право професійно займатися мистецтвом, в Парижі треба було мати визнання Академією. Ватто зробив свою пробу отримати Римську премію і поїхати на стажування в Італію. Але він отримав лише медаль, а премію віддали іншому. Обрання в академіки сталося пізніше і без стажування в Італії. Картини Ватто помітив художник Шарль де ля Фосс (1636—1716)і настояв на визнанні художника Академією. З нагоди визнання Ватто і намалював велику (за розмірами) картину « Паломництво на острів Цитеру», тобто на острів богині кохання Венери. За правилами сюжет картини вільно обирав художник. Ватто обрав зображення товариства, що відправлялося на казковий острів кохання.
Вже тоді виявилося, що картини новообраного художника не вкладаються ні в який жанр. Для нього і вигадали незвичний — «майстер галантних свят».
Невідомо, чи давав назви своїм картинам Ватто. Багато з них мають по декілька назв, що дали власники картин («Пані шукає пригод» і «Кокетка», «Серенада» і «Спокусник», «Краєвид» і «Товариство в парку»). Ще більше суперечок з сюжетами.

## Рококо і людські долі
В живопису доби рококо переважали свята і театральні вистави, безкінечні закохані пари міфологіних персон. Малював подібні картини і Ватто, але вони не найкращі в його творчому надбанні.

В портретах доби рококо всі підкреслено усміхнені, люб'язні, витончені. Але це була маска, що приховувала численні недоліки і надзвичайно складні проблеми реального, страшного життя. Про добу рококо і панівні настрої аристократів точно напише граф де Сегюр:
| Ліві лапки | «Без жалю про минуле, без жаху перед невідомим майбутнім, ми весело йшли по квітучій галявині,під якою була справжня безодня » | Праві лапки |

Це було свято посеред чуми — з штучно скасованими проблемами, туберкульозом, сифілісом, контрастами між багатством і бідністю, смертю.
Примхливе і чудернацьке мистецтво рококо було скасоване новою і могутньою хвилею класицизму кінця XVIII століття і стилем ампір.

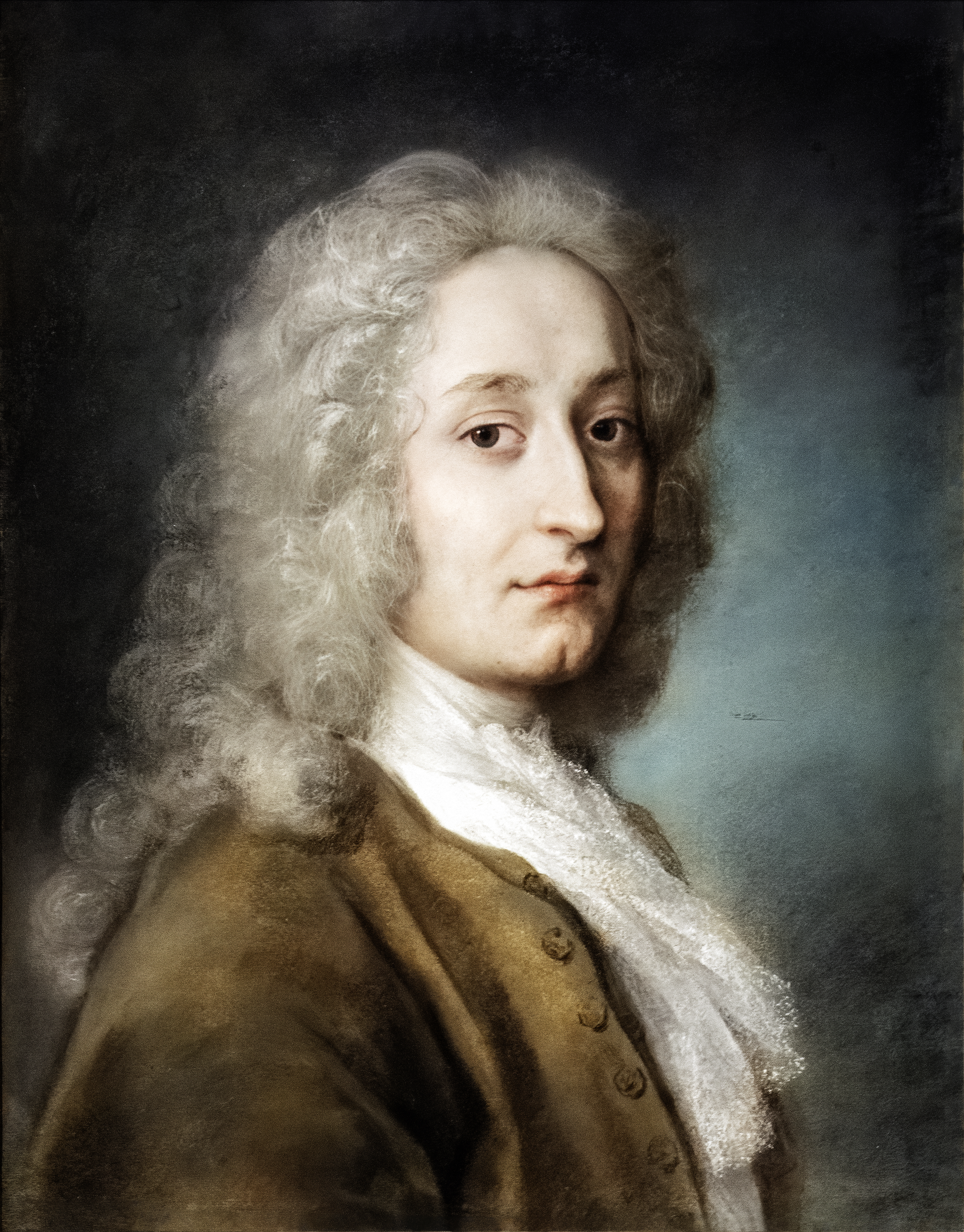
Розальба Кар'єра. Портрет художника Ватто, що помер від туберкульозу в 37 років.
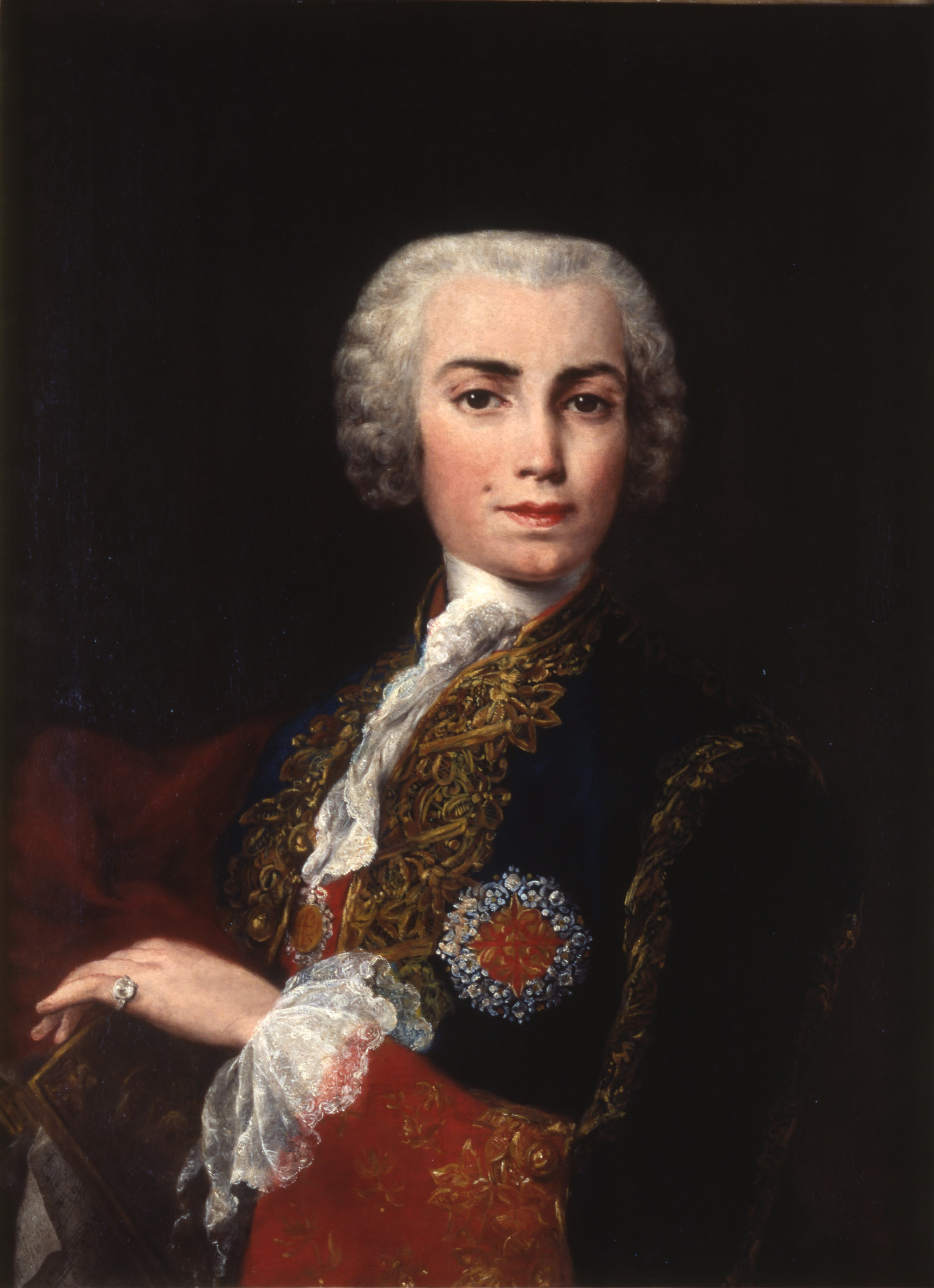
Якопо Амігоні .Портрет кастрата Фарінеллі. Аби не ламався гнучкий голос, співак зробив кастрацію.
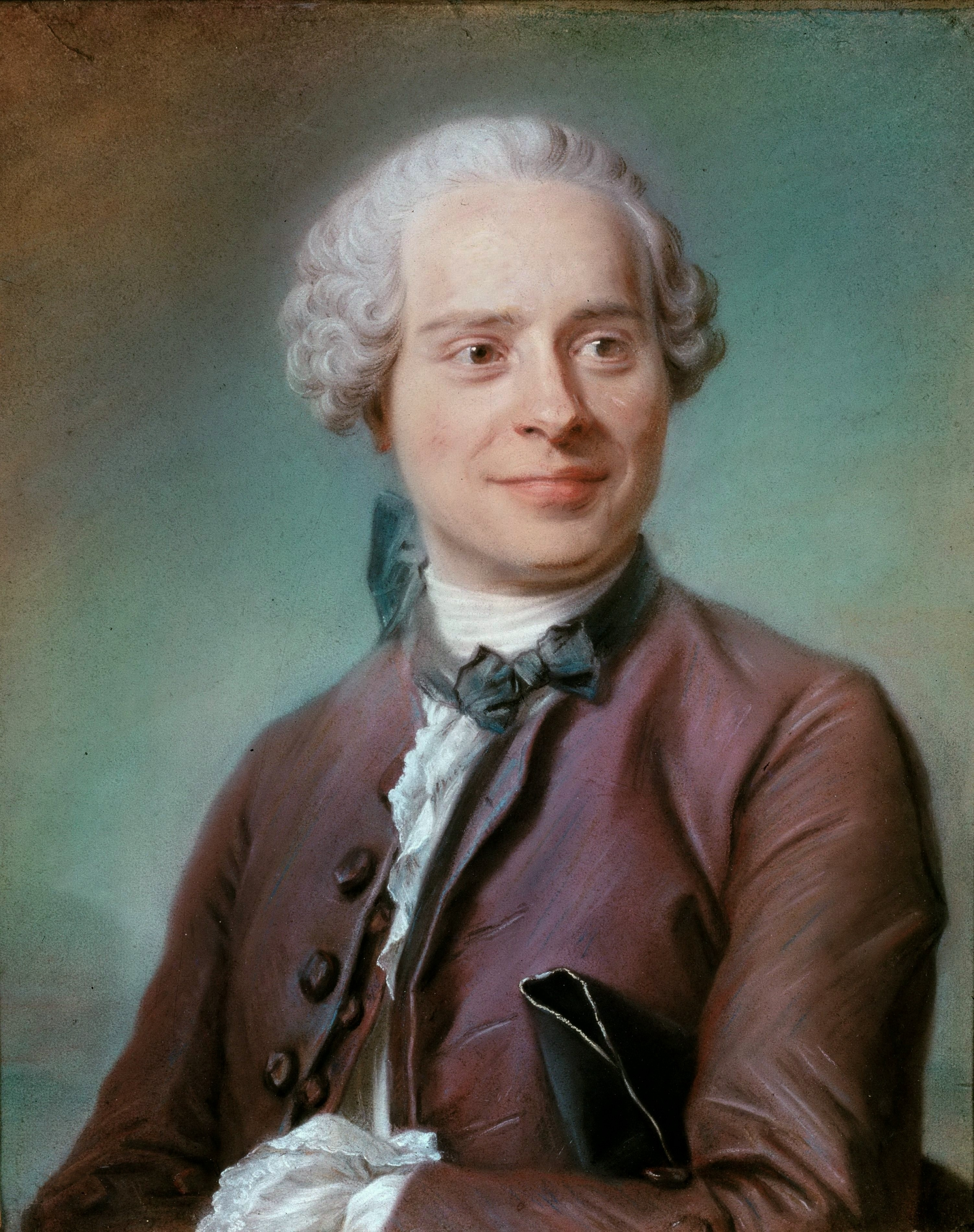
Портрет вченого Даламбера.Через конфлікт з католицькою церквою був похований в спільній могилі з жебраками без позначення де саме.
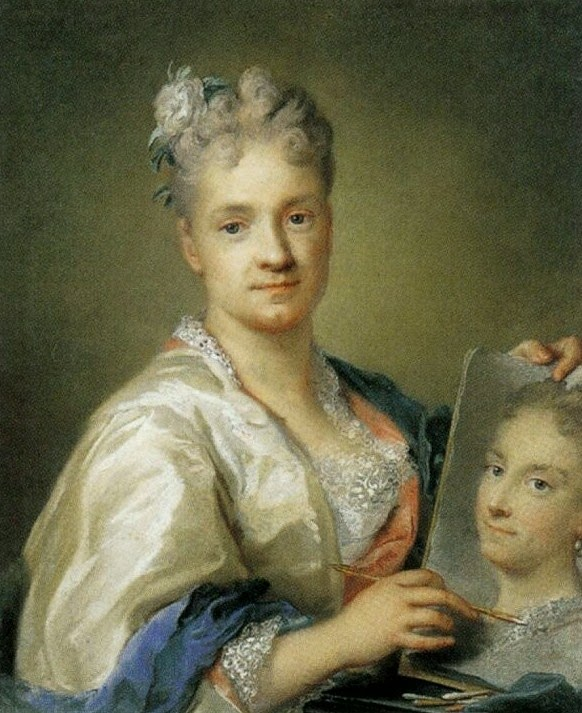
Розальба Кар'єра. Автопортрет. Втратила зір і померла сліпою.

## Малюнки А. Ватто

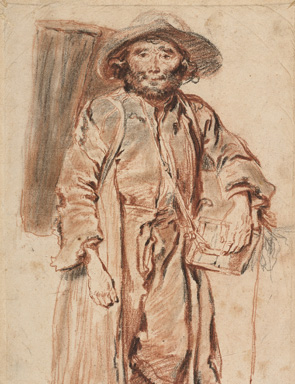
Антуан Ватто. Мешканець міста Савоя, бл. 1715 р. Художній інститут Чикаго

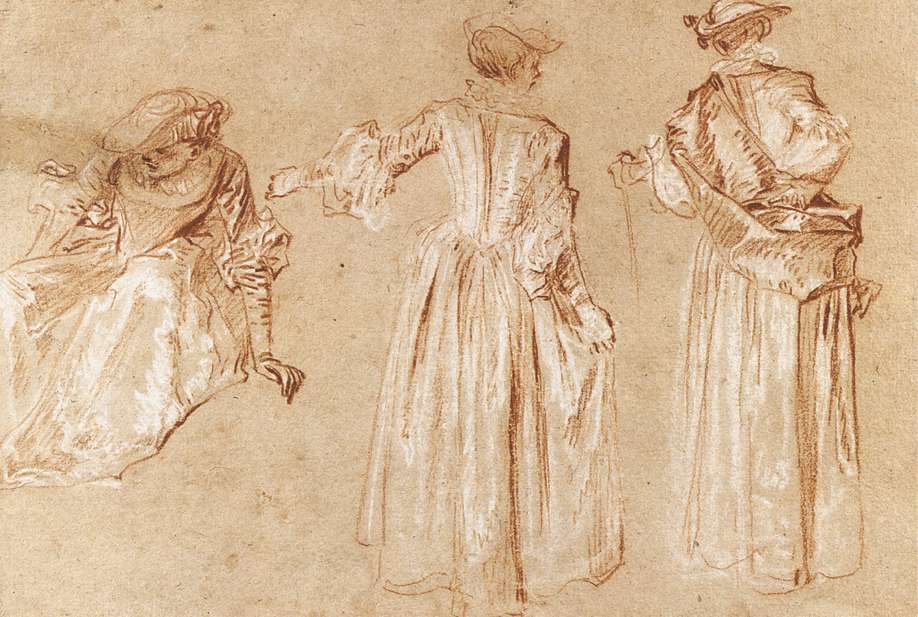
А. Ватто. «Замальовка молодої пані в капелюшку», бл. 1715 р. Королівські музеї витончених мистецтв (Брюссель)
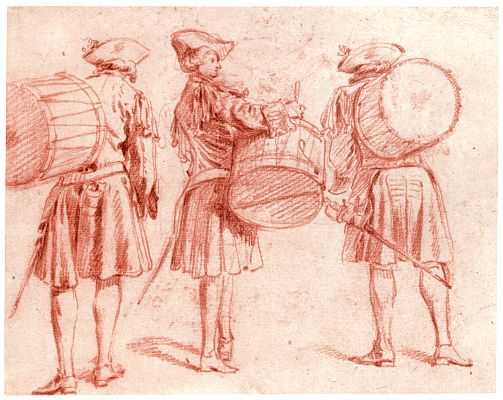
А. Ватто. «Музи́ка з барабаном у різних поворотах»
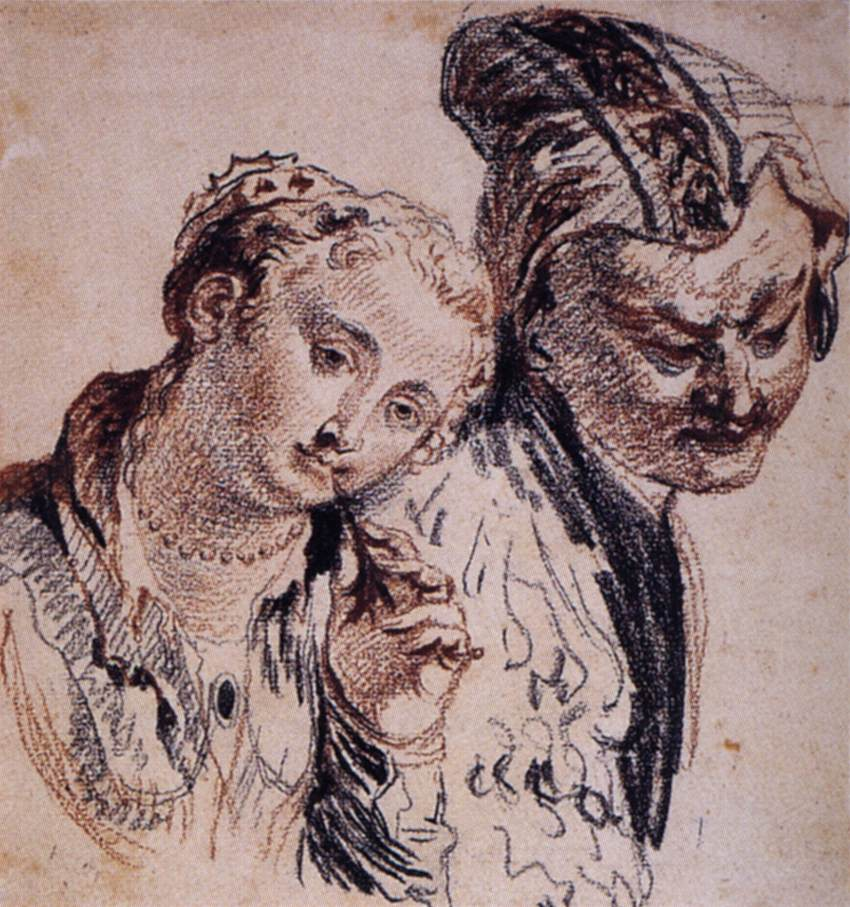
А. Ватто. «Дві постаті», Музей Ашмола, Британія, Оксфорд
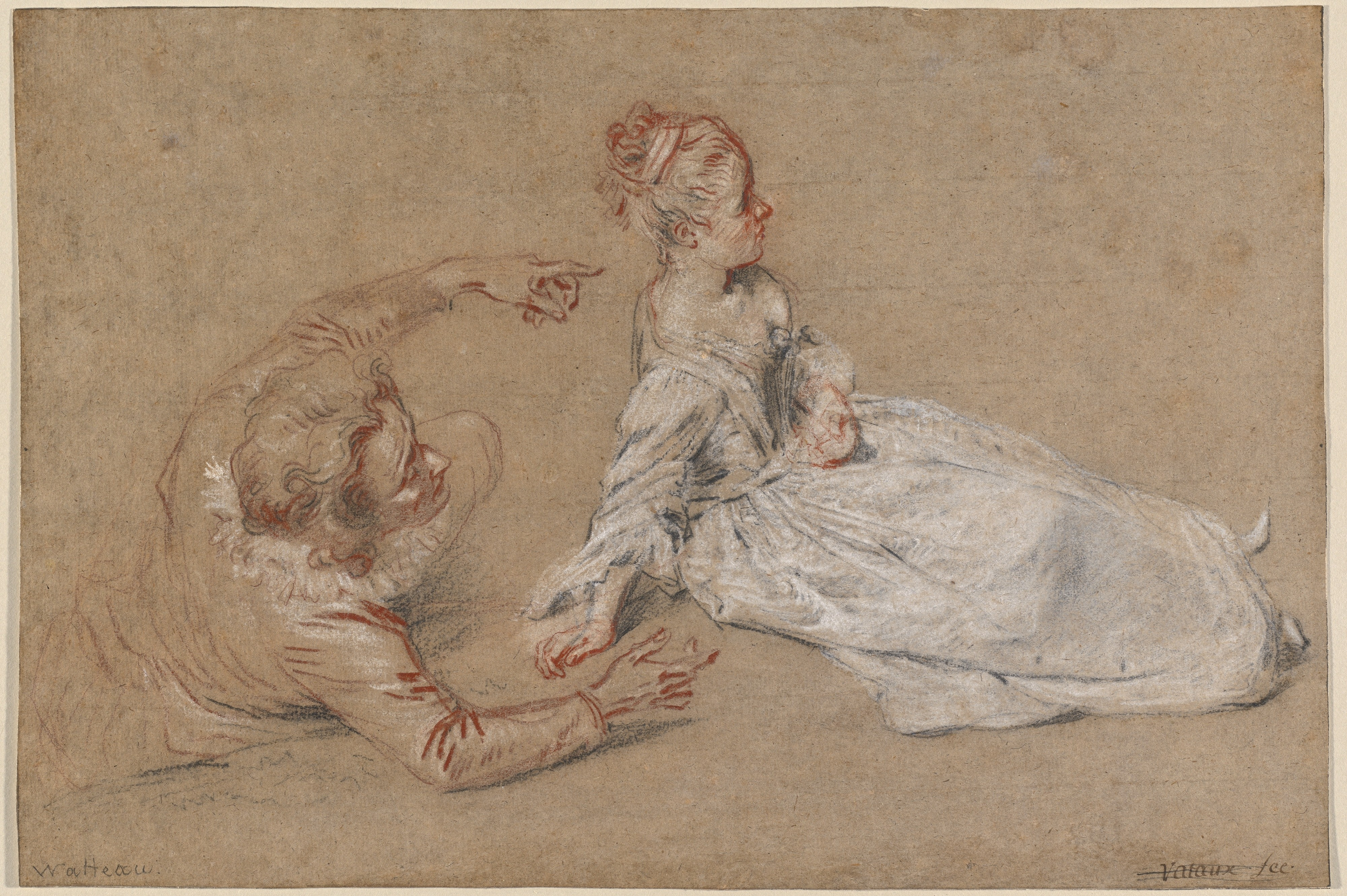
А. Ватто. «Пара на галявині», бл. 1716 р. Національна галерея мистецтва, Вашингтон

### Неповний перелік відомих картин Ватто

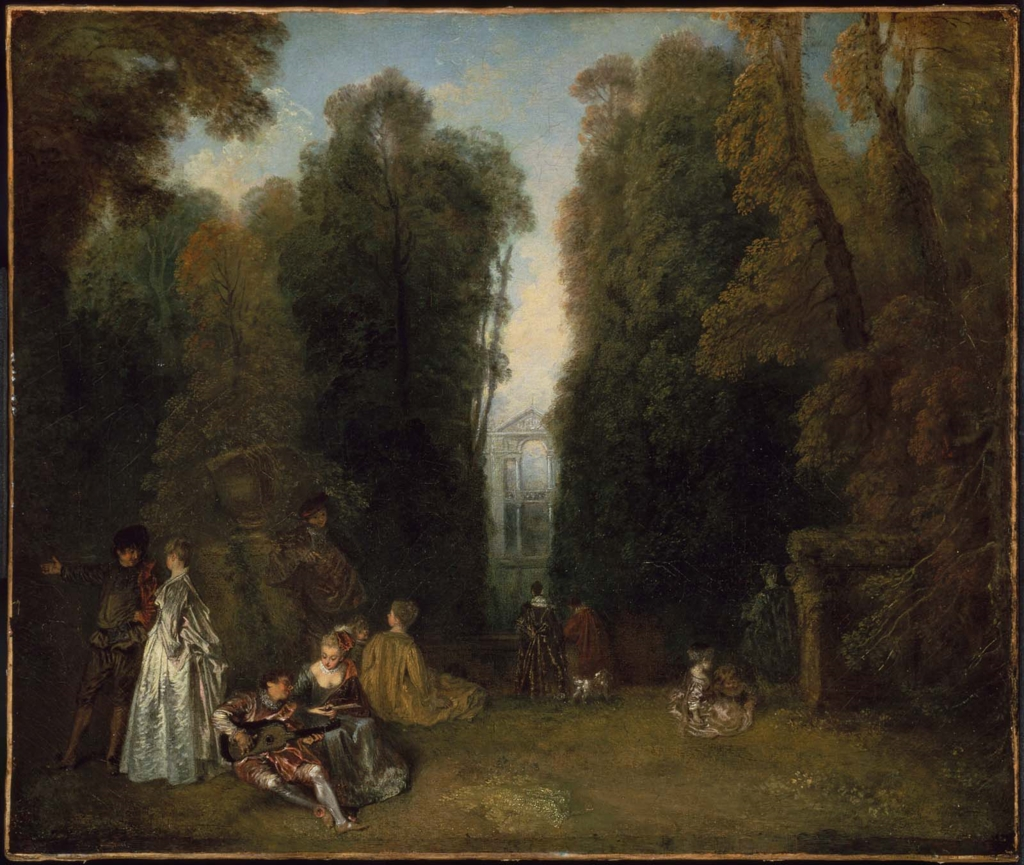
Товариство в парку, Бостон, США.

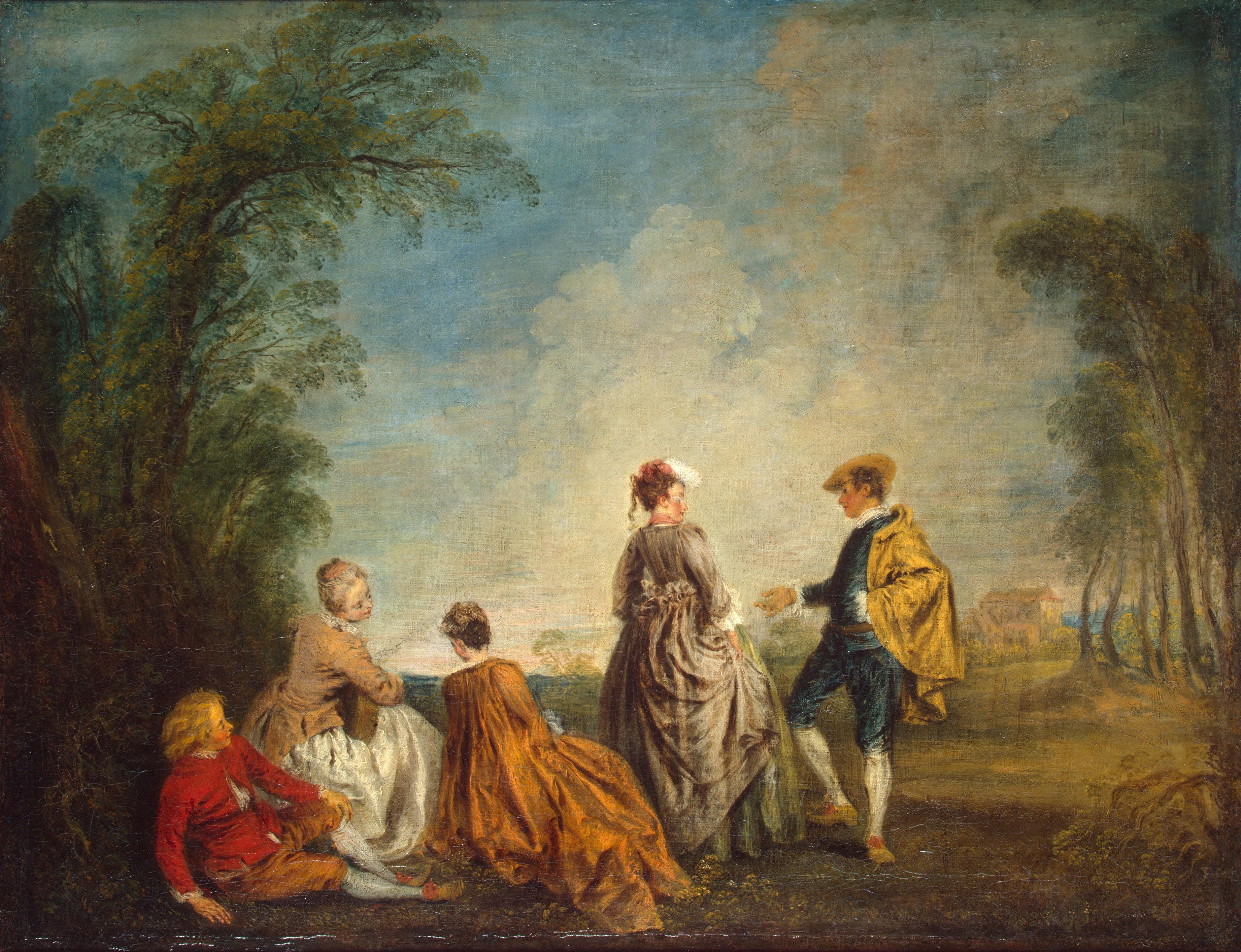
Непристойна пропозиція, Ермітаж, Санкт-Петербург.

Паломництво на острів Цитера, Лувр, Париж.

- «Сатира на лікарів», Москва
- «Бівак», Москва
- Танок у селі, до 1710 р. Музей мистецтв індіанаполіса
- «Кухарка миє посуд», Страсбург
- Портрет скульптора Антуана Патера, Валанс'єн
- «Свята родина», Ермітаж
- «Мешканець Савойї з сурком», Ермітаж
- «Актори французького театру», Ермітаж
- «Жіль» (тобто П'єро), Лувр
- «Крамниця Жерсана», палац Шарлоттенбург, Берлін
- «Пані шукає пригод», Труа
- «Спокусник (або Серенада)», Труа
- «Насолоди балу», Лондон
- «Купання Діани», Лувр
- «Свято кохання», Дрезден
- «Єлисейські поля», Лондон
- «Меццетен», Метрополітен-музей
- «Паломництво на острів Цітеру (Венери)», Лувр
- «Вередниця» (Вередлива партнерка) Ермітаж
- «Товариство в парку», Бостон
- «Юпітер та Антіопа», Нант
- «Маленькі комедіанти», музей Карнавале, Париж
- «Солдати на відпочинку», Париж
- «Пейзаж з водоспадом» Ермітаж, Санкт-Петербург
- «Пияка», Париж
- «Мавпа-скульптор», Орлеан
- «Осінь», Лувр, Париж
- «Флора», Лувр, Париж
- «Непристойна пропозиція», Ермітаж, Санкт-Петербург
- «Урок музики», Лондон
- «Напівоголена жінка», Британський музей, Лондон
- «Дві кузини», Париж
- «Le faux pas», Лувр, Париж
- «Зупинка під час полювання», Лондон
- «Італійські комедіанти», Національна галерея мистецтв, Вашингтон
- «Перспектива», Музей образотворчого мистецтва, Бостон
- «Танець», Берлін

## Країни світу, де зберігають твори Ватто

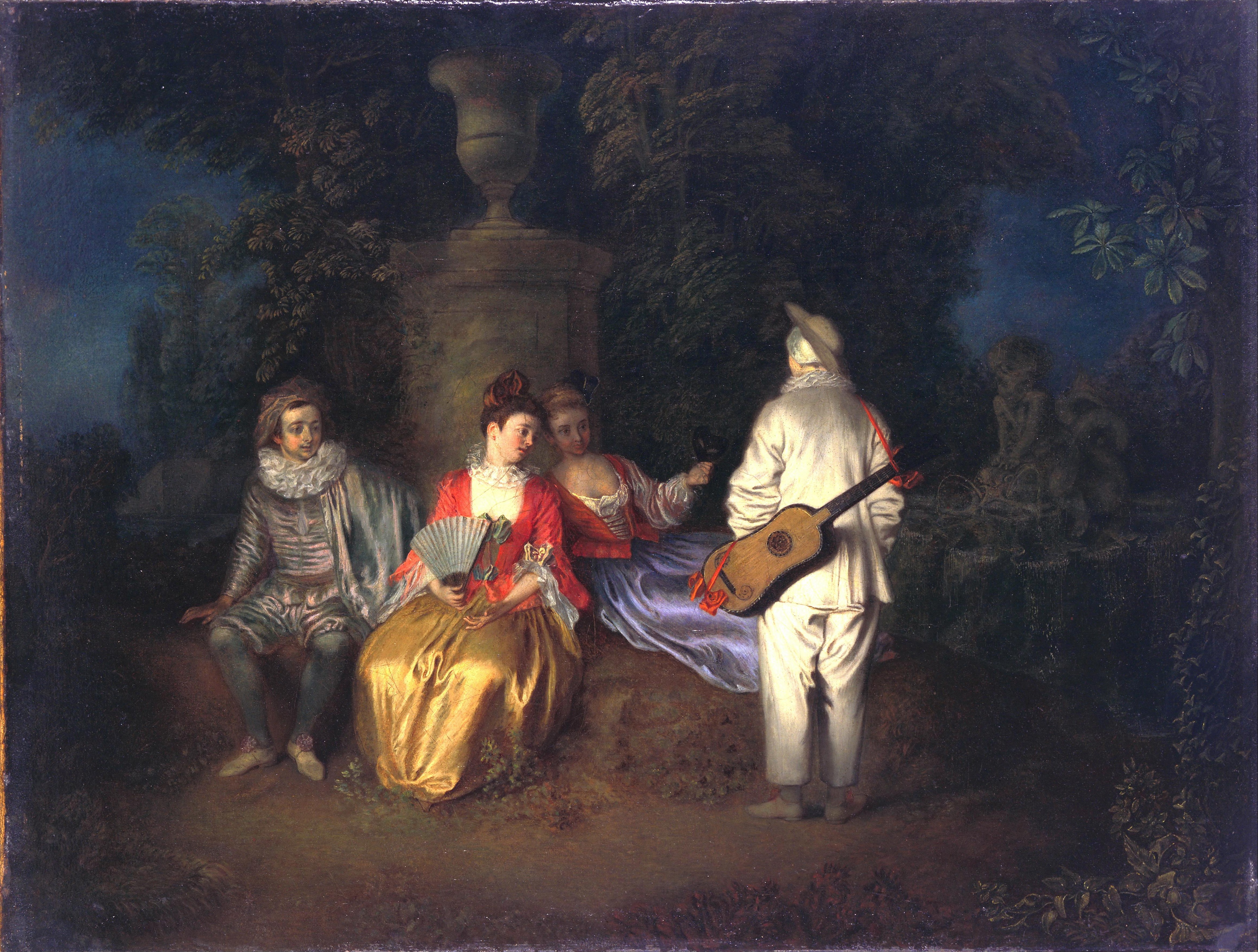

- Велика Британія
- Іспанія
- Німеччина
- Росія
- США
- Франція